# Giovanni Antonio Pandolfi Mealli

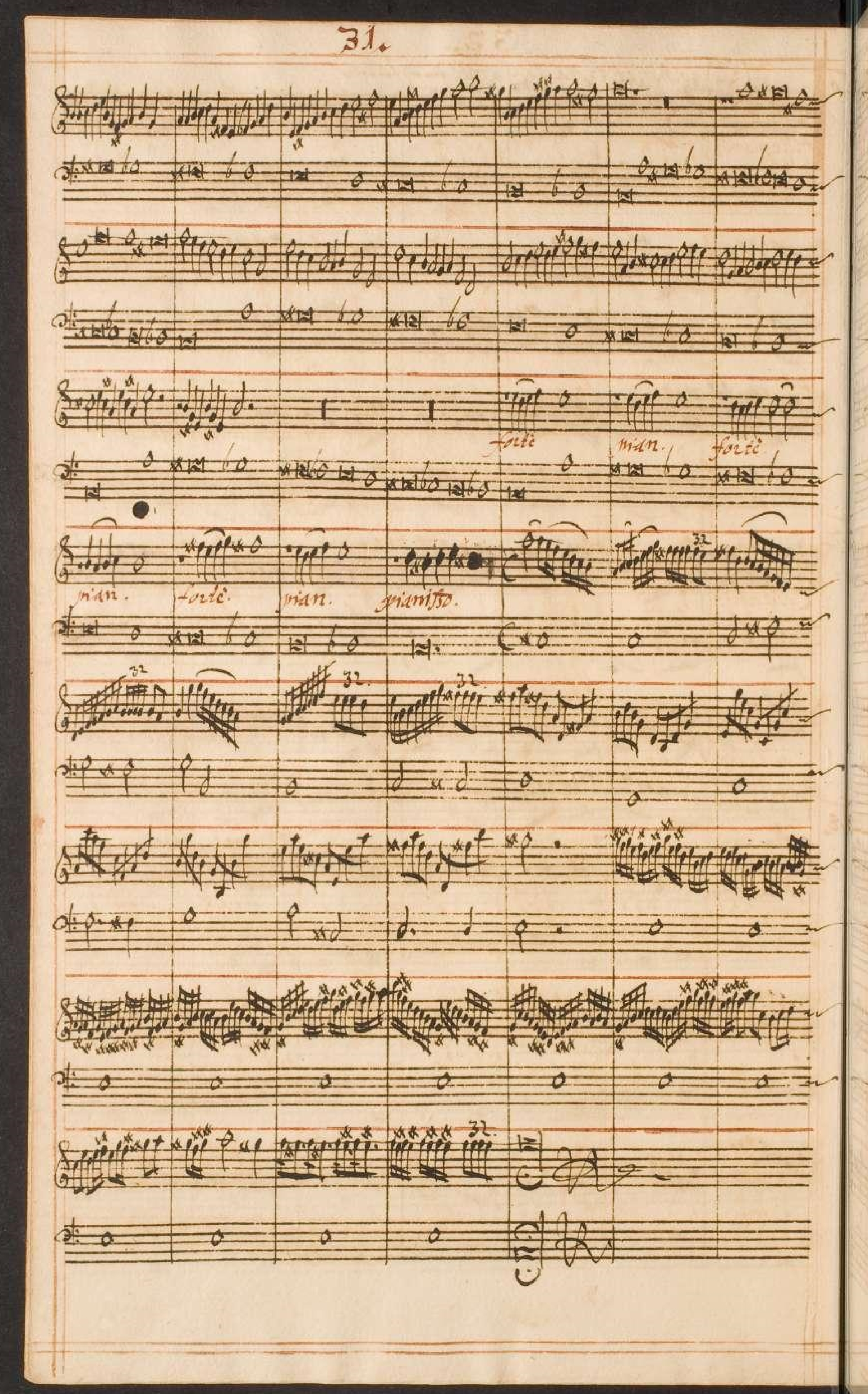
Giovanni Antonio Pandolfi Mealli, Extracto de la Sonata "La Cesta" op.3, núm. 2, copia manuscrita en Partiturbuch Ludwig.

Giovanni Antonio Pandolfi Mealli (Montepulciano, ca. 1629 - Madrid, ca. 1679) fue un violinista y compositor italiano del Seicento (siglo XVII). Las pocas partituras que se conservan de él se consideran ejemplos perfectos del llamado Stilus phantasticus.
Pocos son los datos biográficos que se conocen de Pandolfi. Nacido en Toscana, en Montepulciano, la primera pista de su actividad musical aparece en la corte habsburga de Innsbruck. Sus colecciones de sonatas Op. 3 y Op. 4 fueron dedicadas, a la altura de 1660, a Ana de Médici y al archiduque Segismundo Francisco de Austria, respectivamente. 
En 1669 publicó en Roma su última colección conservada: Sonate cioe balletti, sarabande, correnti, passacagli, capriccetti, e una trombetta a uno e dui violini con la terza parte della viola a beneplacito. Ese mismo año lo encontramos ya trabajando en Mesina, lugar de donde huyó tras un altercado en circunstancias desconocidas con el castrato Giovanni Marquett: en pleno Duomo, el violinista asestó el metal de su espada sobre el cantante, quien murió poco después.
Tras pasar por Francia, Pandolfi recaló en el Madrid de los Austrias y se vinculó a la Capilla Real, alcanzando allí los más altos aprecios. A día de hoy no hay más rastro suyo tras 1679, fecha posiblemente pues cercana a la de su muerte.